# Джон Ашкрофт
Джон Дейвид Ашкрофт (роден на 9 май 1942) в американски политик 79-и министър на правосъдието на САЩ. Изпълнява длъжността по време на първия мандат на президента Джордж Уокър Буш от 2001 до 2005. Ашкрофт преди това е губернатор на Мисури (1985 – 1993) и сенатор от Мисури (1995 – 2001).